# 格鲁派
格鲁派或格魯巴派（藏語：དགེ་ལུགས་པ་，威利转写：Dge-lugs-pa，藏语拼音：Gêlug Ba），為藏传佛教四大派之一，由西藏班智達——宗喀巴·羅桑札巴大师於十四世紀所创立，为阿底峽尊者噶當派的後裔之一。宗喀巴大師親建的第一座寺院為甘丹寺，故又称作甘丹派（Ganden）。格魯，意為“善規”，亦稱黃教，在藏区有很大的影响。格鲁派主要觀點為中觀應成學說。

## 歷史發展
明朝时，青海藏人宗喀巴以阿底峽尊者所創的噶當派教義為主，融合各宗各派的精華，創立格魯派，又被称为新噶当派。宗喀巴開宗立派之後，受到熱烈歡迎，格魯派因此代替噶舉派，接管了全藏的政教事務，成為第一大教派，格鲁派以嚴倡清規，而得名善規派，又被称为格律派，他们嚴守佛教戒律，所以不近女色，廢除双身法。格鲁派僧人多戴黃色的帽子，故漢地俗稱為黄教。学修并重的学风使其成为藏传佛教中影响力最大的派别。
由于格鲁派是四大教派中最晚出现，也是目前影响最大的一派，且宗喀巴原至薩迦的寺院學習，格鲁派几乎吸取了各个教派的各种精華教法，如：
- 有名的萨迦金剛瑜伽女（金剛瑜伽母）、薩迦十三金法
- 噶举的大手印以及最有名的活佛转世，宗喀巴本人没有吸收转世制度，而是因宗喀巴的最小弟子根敦朱巴圆寂后，为防止内部分裂，于是袭用噶玛噶举派的转世办法，由根敦朱巴的亲属及部分高僧指定，后藏达纳地方出生的一名男孩根敦嘉措，为根敦朱巴的轉世靈童。由此形成达赖喇嘛转世系统。达赖喇嘛的尊号始用于索南嘉措时期。1578年，明王朝顺义王俺答汗赐予索南嘉措“圣识一切瓦齐尔达喇达赖喇嘛”的尊号。此后，格鲁派依此称号追认根敦朱巴為一世達賴、根敦嘉措分别为二世达赖。

- 宁玛的马头明王
- 噶当的十六明点（又称“十六滴”）
- 覺囊派的时轮金刚
- 觉域的断法教授

宗喀巴兩大弟子根敦朱巴与克主傑的法脈逐漸興盛，根敦朱巴的繼承人號稱達賴；克主傑的繼承人則號稱班禪，達賴與班禪是西藏的兩大政治與宗教領袖，历代甘丹寺主持甘丹赤巴是「格魯派教法」的領袖，格鲁教法的当然法台。法台几年一任，圆寂后并不是转世灵童担任，而是集合有学问高深的僧侣集体举行辩经，胜者继任。

## 學經制度
格魯派重視僧人學經、辯經﹐有系統的學經制度，先顯後密。格魯派擁有眾多寺院，發揮教育功能。
其教育科目總稱「五明處」，即廣義的佛學。各學堂有10-20個學寮，如噶丹寺有二學堂，各有13學寮。各學堂教授內容多少互異，科目共有：1.因明學、2.般若中觀學、3.中觀學、4.律學、5.俱舍學五個領域。其中般若中觀學主要學習《現觀莊嚴論》的師子賢《小注》，中觀學則主要學習月稱的《入中論》及宗喀巴的《入中論釋》。學僧要背誦指定的經論，透過爭論加深理解，成績優異者進而學習密教，學習目的是要成為一切智者。
宗喀巴規定，《現觀莊嚴論》、《中觀論》、《俱舍論》、《釋量論》和《律經本論》五部經典為該派學僧必修之課稱為顯宗五部大論。凡考取甘丹﹑哲蚌﹑色拉三大寺系統的拉然巴格西學位考試﹐再入推舉進入上下密院學習密宗四部(即事續﹑行續﹑瑜伽部﹑無上瑜伽部)﹐經過逐級的職位升遷﹐可升任甘丹赤巴 。

### 學位制度
格西意為善知識，或良師益友，相當於漢傳佛教的和尚、親教師，也有譯為佛學博士。 格西學位傳統上只授予在顯宗學院學習有一定成就的學經僧人，而不授予修習密宗的僧人。 在格魯派各寺院中對於格西的等級設置並不統一，學位名稱也不盡相同。
一般來說，拉薩三大寺的格西學位最權威，它的制度也最完善、最健全，所以下面僅就三大寺的四種格西學位作概要性的敘述。
- 第一等格西是拉然巴，意思是拉薩的博學高明之士，是格西中最高等級的學位；
- 第二等格西是措然巴，意思是全寺的卓越高明之士，比拉然巴格西要稍低一等。

這兩種格西，要經過多次考試後，還要經過當時噶廈政府最後的審定方能取得。
- 第三等格西是林賽，意思是從寺院裡選拔出來的有才學的人；
- 第四等格西是多然巴，意思是在佛殿門前石階上經過辯論問難考取的格西。 這兩種格西的考試和認定，不必經過噶廈政府的認可，由各寺自己決定。

## 教義特色

### 转世
随着众生的因缘，每一位活佛都示现不一样的情况。但众生因缘尽了，喇嘛则会示现圆寂或没有讲法（当众生没具足福德因缘或没有众生请法的缘起而致）。

## 地位
格鲁派四大活佛（祖古）在当今有很高的地位，为所有藏传佛教徒崇拜。
- 达赖喇嘛，主要在前藏
- 班禅额尔德尼，主要在后藏
- 章嘉呼图克图，主要在内蒙古
- 哲布尊丹巴呼圖克圖，主要在蒙古国

教義方面，格魯派教法的領導人是甘丹寺的方丈，甘丹赤巴。

## 寺院
格魯派的三大寺指位於拉萨的三個格魯派寺廟，分別是：
- 甘丹寺（黄教母寺）
- 哲蚌寺
- 色拉寺

格魯派的四大寺表示拉薩的三大寺與
- 扎什伦布寺，位于西藏日喀则

再加上
- 塔尔寺，位于今青海西宁市附近
- 拉卜楞寺，位于今甘肃夏河县

為格魯派的六大寺。六大寺中都有顯教的佛學院。
其他格魯派管理的有名寺廟有：
- 大昭寺，位于西藏拉萨(尽管大昭寺是各教派共尊的神聖寺院，但现在以格魯派为主)
- 大藏寺，位于今四川阿壩州
- 大乘寺，位于尼泊尔
- 慶寧寺，位於蒙古國。